# Lugos (gemeente)

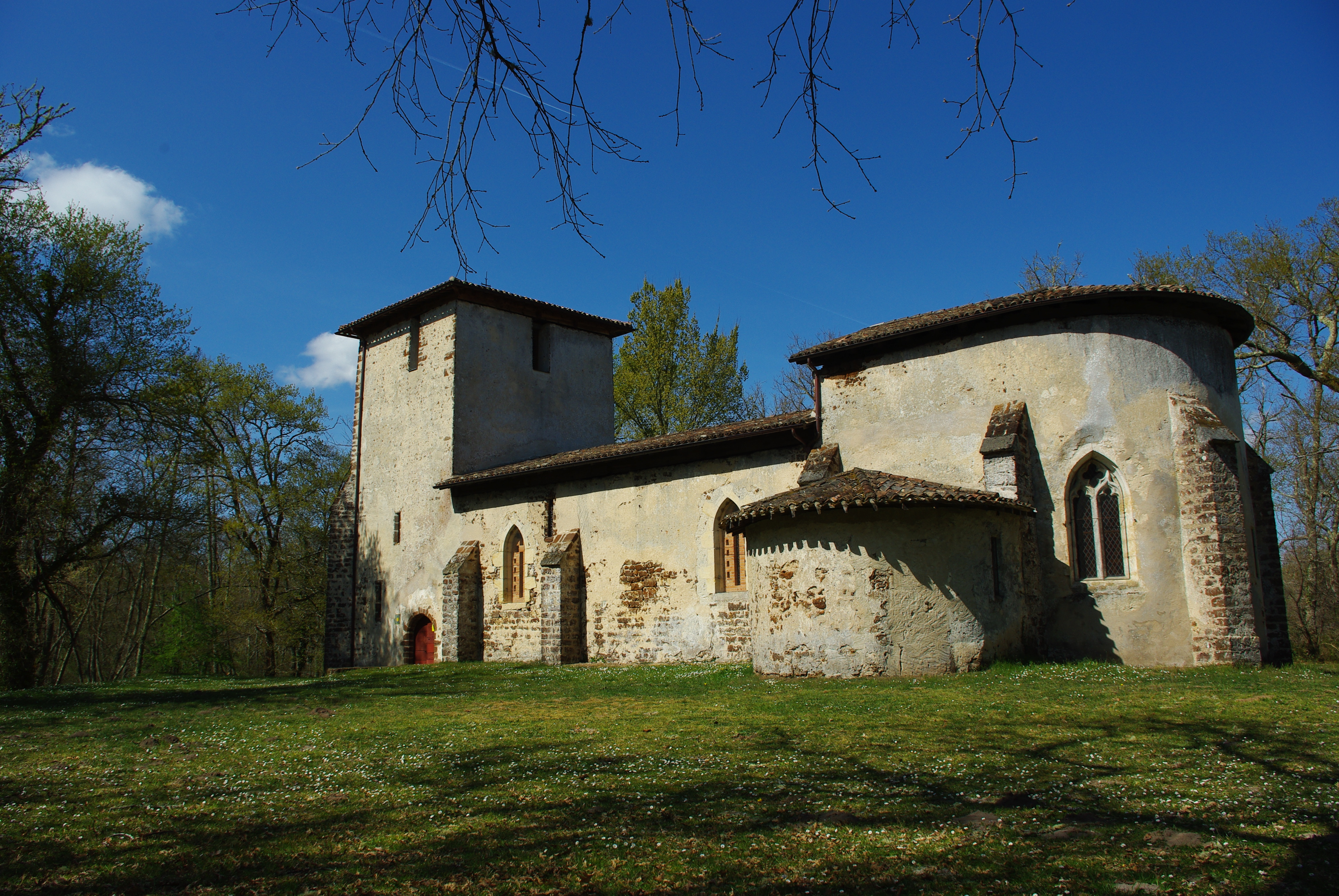
Kerk

Lugos is een gemeente in het Franse departement Gironde (regio Nouvelle-Aquitaine) en telt 558 inwoners (1999). De plaats maakt deel uit van het arrondissement Arcachon.

## Geografie
De oppervlakte van Lugos bedraagt 59,5 km², de bevolkingsdichtheid is 9,4 inwoners per km².
De onderstaande kaart toont de ligging van Lugos (gemeente) met de belangrijkste infrastructuur en aangrenzende gemeenten.

## Demografie
Onderstaande figuur toont het verloop van het inwonertal (bron: INSEE-tellingen).